# Charles Luther
Charles Luther, właśc. Karl August Luther (ur. 8 sierpnia 1885 w Göteborgu, zm. 24 stycznia 1962 tamże) – szwedzki lekkoatleta (sprinter), wicemistrz olimpijski z 1912.
Zdobył srebrny medal w sztafecie 4 × 100 metrów na igrzyskach olimpijskich w 1912 w Sztokholmie. Sztafeta szwedzka w składzie: Ivan Möller, Luther, Ture Person i Knut Lindberg ustanowiła w półfinale rekord Szwecji wynikiem 42,5, a w biegu finałowym zajęła 2. miejsce za zespołem Wielkiej Brytanii, po dyskwalifikacji sztafety Niemiec. Na tych igrzyskach Luther startował również w biegu na 100 metrów i w biegu na 200 metrów, ale w obu przypadkach odpadł w półfinale.
Luther był mistrzem Szwecji w biegu na 100 metrów w 1913 i 1915.